# Parodon buckleyi
Parodon buckleyi is een straalvinnige vissensoort uit de familie van de rotszalmen (Parodontidae). De wetenschappelijke naam van de soort is voor het eerst geldig gepubliceerd in 1887 door Boulenger.